# Boston Custer
Boston Custer (New Rumley, 31 ottobre 1848 – Little Bighorn, 25 giugno 1876) è stato un fornitore civile per il 7º Reggimento di Cavalleria degli Stati Uniti. Fratello minore di George Armstrong Custer e di Thomas Custer, ha svolto il ruolo di addetto alle salmerie, responsabile dei foraggi e di guida per il 7º Reggimento di Cavalleria durante le guerre indiane.

## Biografia
Fratello minore del generale dell'esercito George Armstrong Custer e del pluridecorato capitano Thomas Custer, Boston Custer nacque a New Rumley, Ohio, il 31 ottobre 1848, penultimo dei cinque figli di Emanuel Henry Custer e Maria Ward Fitzpatrick Custer.
Nel 1863, la famiglia dall’Ohio si trasferì a Monroe, nel Michigan. Troppo giovane e fisicamente debole per arruolarsi nell'esercito durante la guerra civile, "Bos", come veniva amorevolmente chiamato in famiglia, vide i fratelli maggiori George e Thomas diventare ufficiali dell'esercito dell'Unione e cominciò ad ammirarli come eroi e a sognare di seguirne l’esempio.

### Carriera
Fallito il tentativo del fratello maggiore George di fargli assegnare il compito di suo luogotenente, per poter seguire il fratello Boston dovette attendere fino al 1874 quando, da civile, ebbe l’incarico di maestro del foraggio per il 7º Reggimento di Cavalleria. Per la sua gracile costituzione più volte gli era stato consigliato di vivere all’aria aperta, cosa questa che sicuramente sarebbe stata di giovamento alla sua salute. Quando raggiunse i fratelli George e Tom a Fort Abraham Lincoln (Territorio del Dakota), Bos cominciò a respirare l’aria delle pianure e questo fatto lo rese oltremodo felice. In quel periodo Fort Lincoln fungeva da base operativa per il 7º Cavalleggeri e, in tal modo, Bos ebbe l’opportunità di prendere parte alla spedizione scientifica che il fratello George, nell'estate di quell'anno, guidò nelle Black Hills per accertare la presenza dell’oro in quel territorio.
Due anni dopo, nella campagna militare contro gli indiani ‘ostili’, Boston ricoprì nuovamente il ruolo di responsabile dei foraggi e dei rifornimenti per il 7º Cavalleggeri. I tre fratelli affrontarono quell’esperienza impegnativa con grande responsabilità, ma anche con spensierata allegria e George e Tom si divertivano a fare scherzi al fratello minore. A conferma di quei momenti di gioia fanciullesca, in una lettera inviata alla moglie Libbie il 17 giugno, George scriveva «Davvero non so come avremmo tirato avanti se non ci fosse stato Bos da stuzzicare ...».
La mattina del 25 giugno, insieme al nipote Henry 'Autie' Reed, Boston Custer era con la carovana dei rifornimenti nelle retrovie della colonna di troopers. Quando giunse la notizia che George Custer richiedeva urgente rifornimento di munizioni e il supporto del contingente del capitano Frederick Benteen per un combattimento imminente, entrambi i giovani si mossero dalle retrovie per raggiungere la colonna di Custer che era in procinto di attaccare l’accampamento indiano posto lungo le sponde del Little Bighorn.
Il tempo impiegato da Boston con alcuni animali da soma per raggiungere il fratello fu di circa mezz'ora e ciò alimenta congetture sul mancato intervento del capitano Benteen in soccorso di Custer. Per ironia della sorte, se Boston Custer e ‘Autie’ Reed fossero rimasti dove erano stati assegnati, cioè nelle retrovie con la colonna dei rifornimenti, essi sarebbero sicuramente rimasti in vita. Invece entrambi furono uccisi nella battaglia del Little Bighorn, così come George e Tom Custer e il loro cognato James Calhoun.
Come avvenne per tutti gli altri caduti di quel giorno, i corpi di Boston Custer e di Autie Reed furono inizialmente sepolti sul campo di battaglia. Un anno dopo, le spoglie dei due giovani furono riesumate e portate a Monroe dove riposano nel locale cimitero di Woodland. Sul campo di battaglia, invece, venne posta una lapide in pietra lì dove i loro corpi furono ritrovati e inizialmente sepolti.